# Ford Maverick (2021)
A Ford Maverick é uma picape intermediária com base monobloco produzida pela Ford Motor Company. É produzida no México e foi criada originalmente para o público dos EUA, que a tem como o automóvel Ford mais barato do país e que está abaixo da Ford Ranger.
Foi construída no mesmo chassi de tração dianteira que o Escape e o Bronco Sport.
O automóvel está sendo produzido na Hermosillo Stamping and Assembly (instalação de montagem de automóveis de propriedade da Ford Motor Company localizada na cidade Hermosillo, no México) ao lado do Ford Bronco Sport, para os mercados automotivos da América do Norte e do Sul. A produção foi iniciada em 2 de setembro de 2021.
A Ford explicou em uma entrevista que a picape não recebeu este nome devido ao Ford Maverick da década de 1970, mas sim porque eles achavam que o nome "Maverick" ressoaria bem com clientes mais jovens com estilos de vida mais ativos e esportivos.

## Configuração
A Maverick tem uma configuração de 4 portas e 5 ocupantes. Ao contrário das picapes maiores da Ford, não é oferecida em nenhuma outra configuração.
A sua caçamba tem comprimento de 1344 mm, capacidade de carga de 617 kg e volume de 943 litros.

## No Brasil
No Brasil, ela foi lançada em 15 de fevereiro de 2022, sendo importada do México. É oferecida somente a versão topo de linha Lariat com o pacote FX4, custando R$ 239.990 (preço nacional), sendo mais cara que a Ranger. Comparações com a Fiat Toro são inevitáveis, apesar da Ford do Brasil não criar concorrência com ela, devido à grande diferença entre os preços de ambos. A Maverick FX4 é vendida com tração 4x4 e o mesmo motor 2.0 a gasolina de 253 cv que equipa o Bronco Sport, além de transmissão automática de 8 velocidades.
A versão Lariat FX4 foi projetada exclusivamente para o mercado brasileiro, que traz pneus de uso misto 225/25 com rodas aro 17 pretas e um adesivo na lateral da caçamba escrito FX4.

## Gerações

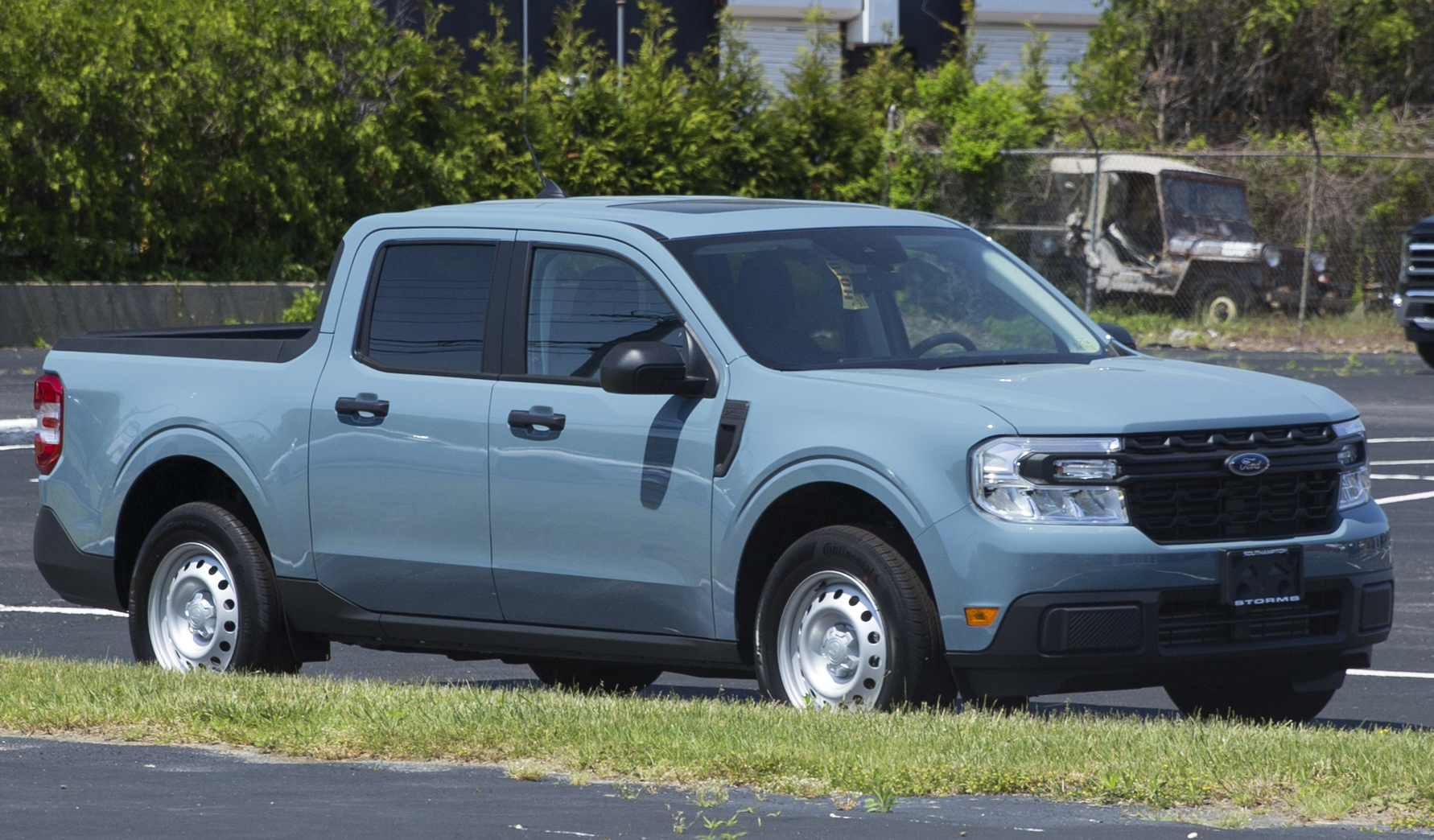
Primeira Geração (2021 - 2024)

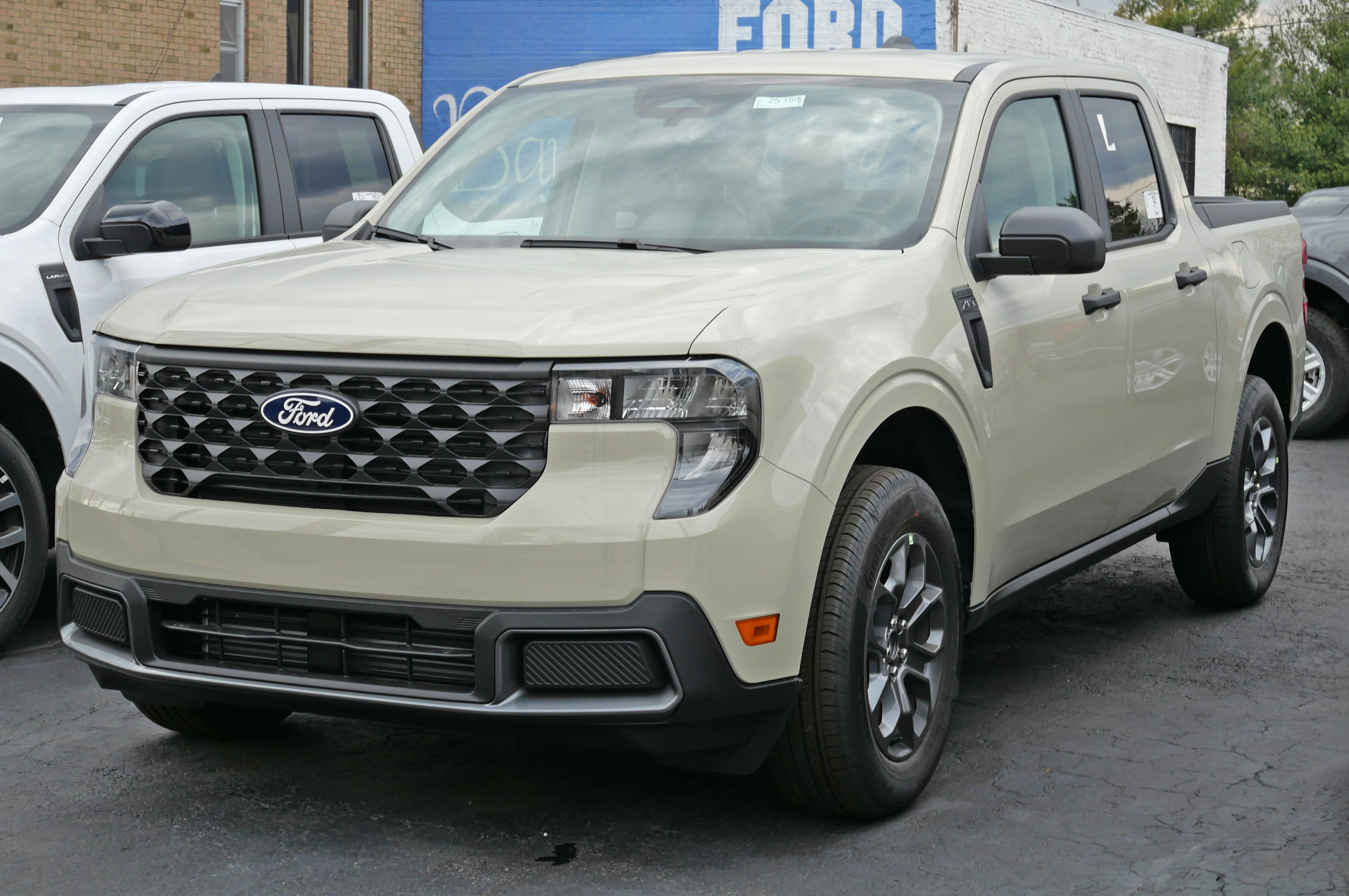
Segunda Geração (2024 - presente)

## Vendas
| Ano  | EUA     | Canadá | México | Brasil |
| ---- | ------- | ------ | ------ | ------ |
| 2021 | 13.259  | 1.504  | 847    | 39     |
| 2022 | 74.370  |        | 2.286  | 1.380  |
| 2023 | 94.058  |        | 2.345  | 1.654  |
| 2024 | 131.142 | 8.099  |        | 3.538  |